# Selce Žumberačko
 Selce Žumberačko  falu Horvátországban Zágráb megyében. Közigazgatásilag Szamoborhoz tartozik.

## Fekvése
Zágrábtól 34 km-re, községközpontjától 14 km-re nyugatra a Zsumberk-Szamobori-hegység területén, a szlovén határ mellett  fekszik.

## Története
1830-ban 3 házában 38 görögkatolikus lakos élt. 
A falunak 1857-ben 27, 1910-ben 48 lakosa volt. Trianon előtt Zágráb vármegye Szamobori járásához tartozott. A falunak  2011-ben 4 lakosa volt. A stojdragai Szent György plébániához tartoznak.

## Lakosság
| Lakosság változása | Lakosság változása | Lakosság változása | Lakosság változása | Lakosság változása | Lakosság változása | Lakosság változása | Lakosság változása | Lakosság változása | Lakosság változása | Lakosság változása | Lakosság változása | Lakosság változása | Lakosság változása | Lakosság változása | Lakosság változása |
| ------------------ | ------------------ | ------------------ | ------------------ | ------------------ | ------------------ | ------------------ | ------------------ | ------------------ | ------------------ | ------------------ | ------------------ | ------------------ | ------------------ | ------------------ | ------------------ |
| 1857               | 1869               | 1880               | 1890               | 1900               | 1910               | 1921               | 1931               | 1948               | 1953               | 1961               | 1971               | 1981               | 1991               | 2001               | 2011               |
| 27                 | 42                 | 41                 | 42                 | 39                 | 48                 | 38                 | 39                 | 32                 | 31                 | 34                 | 37                 | 20                 | 12                 | 7                  | 4                  |

## Külső hivatkozások
- Szamobor hivatalos oldala
- A zsumberki közösség honlapja
- Szamobor város turisztikai egyesületének honlapja